# Związek gmin Mittleres Kochertal
Związek gmin Mittleres Kochertal – związek gmin (niem. Gemeindeverwaltungsverband) w Niemczech, w kraju związkowym Badenia-Wirtembergia, w rejencji Stuttgart, w regionie Heilbronn-Franken, w powiecie Hohenlohe. Siedziba związku znajduje się w mieście Niedernhall, przewodniczącym jego jest Emil G. Kalmbach.
Związek zrzesza dwie gminy miejskie i jedną gminę wiejską:
- Forchtenberg, miasto, 4 980 mieszkańców, 38,07 km²
- Niedernhall, miasto, 3 945 mieszkańców, 17,71 km²
- Weißbach, 2 112 mieszkańców, 12,77 km²